# عبقة سنمية
عبقة سنمية (الاسم العلمي:Osmanthus cymosus) هي نوع من النباتات تتبع جنس العبقة من الفصيلة الزيتونية.